# Diseño de concepto

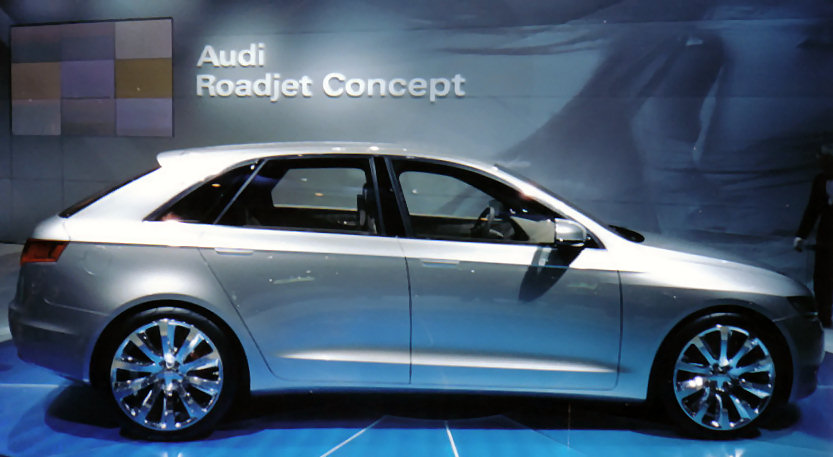
Concept car del Audi Roadjet en la North American International Auto Show de 2006.

 El diseño de concepto es el producto del trabajo (o de la tarea) de un artista o diseñador de concepto. Consiste en una especulación ideadora de la resolución de un producto, un proyecto o una necesidad a futuro.
Un diseñador de concepto (también conocido como “futurista visual” o “artista del concepto”) es un diseñador que proyecta los productos que no se piensan para la realización inmediata. De hecho, la mayor parte de ellos nunca devienen en realización. Si estos se realizan, sucede a menudo a muchos, incluso décadas o centenares de años después de que la muerte del autor y difieren mucho del diseño de concepto original, especialmente lo que tiene que ver con los detalles.